# Maha Ashour-Abdalla
Maha Ashour-Abdalla (en árabe: مها عاشور عبدالله‎,  Alejandría, 1943-Los Ángeles, 1 de mayo de 2016) fue una física, astrónoma y educadora egipcia. Fue nombrada miembro de la Sociedad Estadounidense de Física en 1986 y de la Unión Geofísica Estadounidense en 1993.

## Biografía

### Primeros años
Nacida en Alejandría, completó una licenciatura en ciencias por la Universidad de Alejandría. Recibió un doctorado del Imperial College de Londres en 1971. Posteriormente trabajó en el Centre national d'études des télécommunications en Francia. Luego se mudó a Los Ángeles; de 1976 a 1985 fue investigadora en el Instituto de Geofísica y Física Planetaria de la Universidad de California en Los Ángeles (UCLA). En 1985, se convirtió en profesora del Departamento de Física y Astronomía de la UCLA. En 1999, fundó y se convirtió en la primera directora del Centro de Innovación Digital de UCLA.

### Carrera
Fundó el Grupo de Simulación de Plasma Espacial en UCLA, que desarrolló una de las primeras simulaciones magnetohidrodinámicas del viento solar, la magnetosfera y la ionosfera. Su investigación fue apoyada por subvenciones de la NASA y la Fundación Nacional de Ciencias. Fue la investigadora principal de UCLA para la Misión Magnetosférica Multiescala de la NASA. Ha sido autora o coautora de más de 270 artículos de investigación publicados en revistas revisadas por pares.
En 1982, junto a colegas de Francia y Japón, organizó la Escuela Internacional de Simulaciones Espaciales, que celebra simposios anuales cada dos o tres años para educar a jóvenes científicos espaciales en técnicas de simulación por computadora. También ha participado en el desarrollo de programas educativos para estudiantes de primaria, secundaria y universitarios.
Fue nombrado miembro de la Sociedad Japonesa para la Promoción de la Ciencia en 1984. Recibió la Medalla al Servicio Civil Sobresaliente del ejército estadounidense en 2004. En 2005 recibió un premio de la Agencia Espacial Europea por sus contribuciones a la exploración del geoespacio utilizando Cluster.

### Vida personal
Se casó con el Dr. Mohamed Abdalla; la pareja tuvo una hija. Falleció de cáncer de hígado a la edad de 72 años.

## Legado
Se estableció una beca a su nombre para apoyar a las mujeres que deseen realizar estudios de posgrado en física espacial.